# Radek Hloušek
Radek Hloušek (* 19. ledna 1978 Jindřichův Hradec) je český politik a manažer, jeden ze zakládajících členů hnutí ANO 2011, v letech 2013 až 2017 člen předsednictva hnutí ANO 2011. Od roku 2016 zastupitel Jihočeského kraje.

## Život
Vystudoval Obchodní akademii v Třeboni, kde také absolvoval 1. a 2. cyklus Základní umělecké školy - obor klavír. Od roku 2007 je aktivním dobrovolným dárcem krve.
Za tuto činnost získal v r. 2015 ocenění v podobě zlaté medaile Prof. MUDr. Jana Janského.
V současnosti pracuje jako manažer prodeje německé společnosti Ruhl GmbH pro Českou a Slovenskou republiku. V roce 2015 se stal prokuristou ve společnosti Ruhl Immo CZ s.r.o., která se v roce 2018 transformovala do holdingové struktury s investičním zaměřením - Ruhl Immo Holding.
Radek Hloušek je ženatý a má tři děti. Žije ve městě Suchdol nad Lužnicí na Jindřichohradecku.

## Politické působení
Od roku 2012 je členem hnutí ANO 2011, v němž předsedal oblastní organizaci Jindřichův Hradec. Od roku 2013 byl členem předsednictva hnutí ANO 2011, post obhájil i na sněmu v roce 2015. Tuto funkci zastával do února 2017, když post v předsednictvu hnutí již neobhajoval.. V současnosti vykonává funkci místopředsedy krajské organizace hnutí v Jihočeském kraji.
Ve volbách do Poslanecké sněmovny v roce 2013 kandidoval za hnutí ANO 2011 v Jihočeském kraji, ale neuspěl. Zvolen nebyl ani do Evropského parlamentu ve volbách v roce 2014 (23. místo na kandidátce), ani do Zastupitelstva města Suchdol nad Lužnicí ve volbách v roce 2014.
V krajských volbách v roce 2016 byl za hnutí ANO 2011 zvolen zastupitelem Jihočeského kraje.
V krajských volbách v roce 2020 mandát zastupitele obhájil.
Ve volbách do Evropského parlamentu v červnu 2024 kandidoval za hnutí ANO na 28. místě kandidátky. Získal 896 preferenčních hlasů a stal se tak 21. náhradníkem.
V krajských volbách v roce 2024 mandát obhájil, a byl tak zvolen zastupitelem Jihočeského kraje potřetí v řadě.